# رینهارد پولاس
رینهارد پولاس (انگلیسی: Reinhard Pöllath؛ زادهٔ ۱۵ ژانویه ۱۹۴۸) کارآفرین، وکیل و مدیر ارشد اجرایی آلمانی است، که اکنون به‌عنوان رئیس هیئت مدیره شرکت بایرسدورف فعالیت می‌کند.